# My House (песня Бейонсе)
«My House» — песня американской певицы и автора песен Бейонсе. Она была выпущена 1 декабря 2023 года на лейблах Parkwood Entertainment и Columbia Records в качестве сингла для рекламы её фильма-концерта 2023 года Renaissance: A Film by Beyoncé. Написанный и спродюсированный Бейонсе и американским автором песен The-Dream, «My House» — это песня в стиле рэп и хаус, в основе которой лежат треп-биты и горны.

## Предыстория и композиция
Песня стала первым оригинальным сольным релизом Бейонсе после выхода альбома Renaissance 29 июля 2022 года. Альбом сопровождался мировым турне Renaissance World Tour 2023, которое позже было экранизировано как Renaissance: A Film by Beyoncé 1 декабря 2023 года. Вскоре после выхода альбома появились предположения, что в титрах к фильму будет звучать новая песня, которой оказалась «My House». Трек был неожиданно выпущен на следующий день. В интервью The Hollywood Reporter продюсер и давний соавтор The-Dream сказал, что песня была задумана как способ отметить завершение проката Renaissance: «Как нам завершить его, не пытаясь конкурировать с ним или сделать что-то лёгкое для Renaissance, потому что Renaissance — это особенная вещь?».
Заразительный" и «энергичный» рэп-трек был написан и спродюсирован совместно с The-Dream. Под «триумфальные горны» в «My House» певица переходит в «полный рэп-режим» и «палящие бары», «повышая градус накала». В песне звучат «смелые, наглые тона», подчёркнутые заметным «трещащим трэп-битом».

## Отзывы
Алексис Петридис из The Guardian дал песне четыре звезды из пяти, назвав её «по-настоящему неожиданной и захватывающей». Петридис написал, что её звучание уходит от звуков Renaissance к «хьюстонскому хип-хопу и абстрактной электронике», хотя она «оказывается эпизодической по структуре», без припева. В конце критик подчеркнул, что «Бейонсе в настоящее время занимает область, в которой она делает все, что хочет, что подчёркивает мощный, некоммерческий My House», и что «для любого другого, например, Тейлор Свифт, это было бы неожиданно левым жестом, подкупающим воображение».
Мэри Сироки из Consequence написала, что Бейонсе «отделила некоторые танцевальные и хаус-элементы» от звуков, включённых в Homecoming: The Live Album, с «по-настоящему диким ритмом», похожим на «Single Ladies (Put a Ring on It)», и «тональными колебаниями» голоса. Хэтти Линдерт из Pitchfork также сравнила песню с «праздничной позой звёздного спортсмена после божественной игры… Начинается она как отвратительный командный степ-топ, вызывающий единый рёв домашнего вечера 2018 года, а затем переключается на кипящий хаус, где она призывает к революции любви в себе». Людовик Хантер-Тилни из Financial Times описал песню как «приятный напыщенный топот», в котором слушатели «отдаются мощному пению Бейонсе».
Песня была номинирована на 24-й церемонии Black Reel Awards в категории «Выдающаяся оригинальная песня».

### Итоговые списки
| Публикация | Список                    | Ранг | Ссылка |
| ---------- | ------------------------- | ---- | ------ |
| Time       | The 10 Best Songs of 2023 | 3    | [ 15 ] |

## Чарты
| Чарт (2023—2024)                           | Высшая позиция |
| ------------------------------------------ | -------------- |
| Австралия New Music Singles (ARIA)         | 17             |
| Канада (Billboard Canadian Hot 100)        | 64             |
| Мир (Billboard Global 200)                 | 63             |
| Нидерланды (Single Tip)                    | 4              |
| Нидерланды (Tipparade)                     | 25             |
| Новая Зеландия (RMNZ)                      | 3              |
| Великобритания (OCC UK Singles)            | 56             |
| США (Billboard Hot 100)                    | 57             |
| США (Billboard Hot Dance/Electronic Songs) | 2              |
| США (Billboard Hot R&B/Hip-Hop Songs)      | 11             |
| США (Billboard R&B/Hip-Hop Airplay)        | 29             |
| США (Billboard Rhythmic)                   | 14             |

## Сертификации
| Регион                                                                      | Сертификация | Продажи |
| --------------------------------------------------------------------------- | ------------ | ------- |
| Бразилия (ABPD)                                                             | Золотой      | 20 000  |
| Данные о продажах + прослушиваниях приведены только на основе сертификации. |              |         |

## История релиза
| Регион | Дата           | Формат                     | Лейбл             | Ссылка |
| ------ | -------------- | -------------------------- | ----------------- | ------ |
| Мир    | 1 декабря 2023 | Цифровые загрузки стриминг | Parkwood Columbia | [ 29 ] |
| Италия | 8 декабря 2023 | Радиоротация               | Sony              | [ 30 ] |